# چویسکی
چویسکی (به لاتین: Chuysky) یک منطقهٔ مسکونی در روسیه است که در سرزمین آلتای واقع شده‌است.